# تصميم آمن للحياة

## تصميم آمن للحياة
في تصميم الحياة الآمنة، يكون المقصود من المنتجات إزالتها من الخدمة عند عمر تصميمي محدد.
ترتبط الحياة الآمنة خصوصًا بالطائرات المعدنية البسيطة، حيث تتعرض مكونات هيكل الطائرة لأحمال متناوبة على مدار عمر الطائرة مما يجعلها عرضة للإجهاد المعدني في مناطق معينة مثل مكونات الجناح أو الذيل، قد يكون الفشل الهيكلي أثناء الطيران كارثيًا.
يتم استخدام تقنية تصميم الحياة الآمنة في الأنظمة الحرجة التي يصعب إصلاحها أو التي قد يؤدي فشلها إلى إلحاق أضرار جسيمة بالأرواح والممتلكات. تم تصميم هذه الأنظمة لتعمل لسنوات دون الحاجة إلى أي إصلاحات.
عيب فلسفة تصميم الحياة الآمنة هو أنه يجب وضع افتراضات جدية فيما يتعلق بالأحمال المتناوبة المفروضة على الطائرة، لذلك إذا ثبت أن هذه الافتراضات غير دقيقة، فقد تبدأ الشقوق قبل إزالة المكون من الخدمة. ولمواجهة هذا العيب، تم تطوير فلسفات التصميم البديلة مثل التصميم الآمن من الفشل والتصميم المتسامح مع الأخطاء.

## صناعة السيارات
تتمثل إحدى طرق منهج الحياة الآمنة في تخطيط وتصور مدى متانة الآليات المستخدمة في صناعة السيارات. عندما تكثف التحميل المتكرر على الهياكل الميكانيكية مع ظهور المحرك البخاري، في منتصف القرن التاسع عشر، تم إنشاء هذا النهج (Oja 2013). وفقًا لمايكل أوجا، “بدأ المهندسون والأكاديميون في فهم تأثير الإجهاد الدوري (أو الانفعال) على حياة أحد المكونات؛ تم تطوير منحنى يربط حجم الإجهاد الدوري بلوغاريتم عدد الدورات حتى الفشل " (Oja 2013). منحنى SN لأن العلاقة الأساسية تكمن في تصميمات الحياة الآمنة. يعتمد المنحنى على العديد من الشروط، بما في ذلك نسبة الحمل الأقصى إلى الحد الأدنى للحمل (نسبة R)، ونوع المادة التي يتم فحصها، والانتظام الذي يتم فيه تطبيق الضغوط (أو الانفعالات) الدورية. واليوم، لا يزال المنحنى ذا أهمية من خلال اختبار العينات المعملية تجريبيًا عند العديد من مستويات الحمل الدوري المستمر، والكشف عن عدد دورات الفشل (Oja 2013). يقول مايكل أوجا أنه "ليس من المستغرب أنه مع انخفاض الحمل، يزداد عمر العينة" (Oja 2013). يرجع الحد العملي للتحديات التجريبية إلى حدود التردد لآلات الاختبار التي تعمل بالطاقة الهيدروليكية. لقد أصبح الحمل الذي تحدث عنده دورة الحياة العالية هذه معروفًا بأنه أصل الكلال للمادة (Oja 2013).

## فضاء جوي

### هيكل الطائرة
هناك نوعان عامان من هياكل الطائرات، الحياة الآمنة والفشل الآمن. الأول هو الذي لديه قوة متبقية منخفضة في حالة فشل العضو الأساسي الحامل، في حين أن الأخير لديه مسارات تحميل بديلة بحيث إذا تشقق العضو الأساسي الحامل، تظل القوة المتبقية لأنه يمكن للأعضاء المجاورة تحمل الأحمال. في الطائرات الحديثة، يتم توفير هياكل آمنة من الفشل مع ما يصل إلى ثلاثة مسارات تحميل بديلة، ولكن في عام 1947، كان الهيكل الرئيسي الحامل هو Safe Life. لم يكن هذا مهمًا بالنسبة لهيكل الطائرة المؤقت المصمم للعمليات في الهواء العلوي الهادئ، ولكن عند حوالي 500 كانت الأحمال والضغوط أكثر تقلبا.

### هيكل طائرات الهليكوبتر
يتم تطبيق فلسفة تصميم الحياة الآمنة على جميع هياكل طائرات الهليكوبتر. في الجيل الحالي من طائرات الهليكوبتر التابعة للجيش، مثل يو إتش-60 بلاك هوك، تشكل المواد المركبة ما يصل إلى 17 بالمائة من هيكل الطائرة ووزن الدوار (Reddick). صرح هارولد ريديك أنه "مع ظهور مشاريع البحث والتطوير الرئيسية للهياكل المركبة لطائرات الهليكوبتر، مثل برنامج هيكل الطائرة المركب المتقدم، ومشاريع أساليب التصنيع والتكنولوجيا، مثل برنامج الشفرة المركبة منخفض التكلفة UH-60، فإنه تشير التقديرات إلى أنه في غضون سنوات قليلة يمكن تطبيق المواد المركبة على ما يصل إلى 80٪ من هيكل الطائرة ووزن الدوار لطائرة هليكوبتر في برنامج الإنتاج "(ريديك). إلى جانب هذا التطبيق، من الضروري أن يتم تصنيع معايير تصميم سليمة ونهائية من أجل أن تتمتع الهياكل المركبة بحياة إجهاد عالية من أجل الاقتصاد في الملكية والتحمل الجيد للأضرار من أجل سلامة الطيران. تعتبر معايير الحياة الآمنة والقدرة على تحمل الأضرار عملية بالنسبة لجميع المكونات الحيوية لطيران طائرات الهليكوبتر (Reddick).